# Рауль I де Лузиньян
Рауль I де Лузиньян (фр. Raoul I de Lusignan; ум. 1 мая 1219, Мелль) — сеньор д'Иссуден, граф д’Э с 1194 года.
Второй сын Гуго де Лузиньяна (ок. 1141—1169), младший брат Гуго IX де Лузиньяна и внук Гуго VIII.
В отличие от своих родственников Рауль сохранил верность своему сеньору, Ричарду Львиное Сердце. От него он получил во владение сеньории Мелль, Шизе и Ла-Мот-Сент-Эре в Пуату, а также стратегически важный замок Иссуден в нижнем Берри. В Иссудене он основал монастырь Фонбланш. В свите Ричарда принял участие в Третьем крестовом походе и сражался при осаде Акры. По возвращении он получил замок Дринкур (сегодня Невшатель-ан-Бре) в Нормандии в 1194 году, и женился на наследнице графства Э. Кроме того, женитьба принесла ему английскую сеньорию Гастингс.
После смерти Ричарда Рауль принёс 28 января 1200 года оммаж его преемнику королю Иоанну Безземельному, и получил от него сеньорию Шивре в Пуату. Однако король в том же году похитил невесту у Гуго IX, брата Рауля, и Лузиньяны принесли по этому поводу жалобу Филиппу II Августу как своему сюзерену. В 1202 году Иоанн объявил о конфискации земель Рауля, но тот оказал сопротивление и укрепился в Дринкуре. Этот замок в 1202 году он успешно оборонял против сенешаля короля в Нормандии. Рауль и его жена принесли клятву верности французскому королю, и тот пожаловал им их прежние феоды уже от своего имени.
Через некоторое время, однако, Рауль поссорился с королём Филиппом II и вместе с Рено де Даммартеном снова перешёл на сторону англичан. В результате они с женой потеряли свои французские владения, но в компенсацию получили в 1214 году от Иоанна обратно Гастингс, к которому король добавил Тикхилл в Йоркшире. 27 июля 1214 года Рауль сражался на стороне императора Оттона IV в битве при Бувине.
Рауль умер в 1219 году и был похоронен в монастыре Фонбланш.
Впоследствии его жене было возвращено графство Э.

## Семья
Жена (1194): Алиса д’Э (ум. 1246), 8-я графиня д’Э и 4-я леди Гастингс, дочь Генриха II д’Э, 7-го графа д’Э и 3-го лорда Гастингса, и Матильды де Варенн.
Дети:
- Рауль II де Лузиньян.
- Герен де Лузиньян (ум. после 29.09.1217)
- Матильда де Лузиньян (ок. 1210 — 14.08.1241). Муж (ок. 1236): Хэмфри V де Богун, 2-й граф Херефорд и 1-й граф Эссекс (ранее 1208 — 24.09.1275).
- Жанна де Лузиньян.